# Contea di Franklin (Indiana)
La contea di Franklin, in inglese: Franklin County, è una contea dello Stato dell'Indiana, negli Stati Uniti. La popolazione al censimento del 2010 era di 23 087 abitanti. Il capoluogo di contea è Brookville. Il nome le è stato dato in onore a Benjamin Franklin, famoso giornalista, diplomatico e inventore statunitense.

## Geografia fisica
La contea si trova nella parte orientale dell'Indiana. L'U.S. Census Bureau certifica che l'estensione della contea è di 1014 km², di cui 1000 km² composti da terra e i rimanenti 14 km² composti di acqua.

### Contee confinanti
- Contea di Fayette (Indiana) - nord
- Contea di Union (Indiana) - nord
- Contea di Butler (Ohio) - est
- Contea di Hamilton (Ohio) - sud-est
- Contea di Dearborn (Indiana) - sud
- Contea di Ripley (Indiana) - sud
- Contea di Decatur (Indiana) - ovest
- Contea di Rush (Indiana) - nord-ovest

## Storia
La Contea di Franklin venne costituita nel 1811.

## Città e paesi
- Batesville
- Brookville
- Cedar Grove
- Laurel
- Mount Carmel
- Oldenburg